# Vasilije Stojanović Vasa
Vasilije Stojanović Vasa (serbe : Василије Стојановић Васа), né le 18 janvier 1955 à Vršac, est un sculpteur et peintre serbe qui vit et travaille à Dortmund. Il expose ses œuvres dans le monde entier et est plusieurs fois lauréat de prix internationaux,,.

## Biographie
Vasilije Stojanović, connu dans le monde de l'art sous le surnom de Vasa, est né à Vršac et vit en Allemagne depuis 1976. C'est un artiste autodidacte. Il est prothésiste dentaire de formation, mais son esprit créatif l'a emporté sur la profession qu'il a acquise au cours de sa scolarité. Il est un fin connaisseur des métaux précieux, ce qui l'a aidé à les utiliser pour créer des œuvres d'art. Les sculptures qu'il a créées à partir de couverts sont très remarquées lors des rencontres artistiques européennes. L'ornementation des couverts l'a inspiré pour créer des figures en or, en argent et en bronze,.
Ses œuvres sont reconnaissables à la synergie de techniques et de matériaux spécifiques. L'utilisation intentionnelle d'une certaine couleur est également caractéristique de ses œuvres d'art. Il participe à de nombreuses expositions dans le monde entier: en Belgique, au Luxembourg, à Monaco, au Royaume-Uni, en Allemagne, aux États-Unis, au Japon, au Qatar, et le plus souvent en Serbie et en France. Lors du festival "Artistes du Monde" à Cannes en 2015, il a reçu un prix pour l'ensemble de son œuvre, qui lui a été remis par la mécène de cet événement, Marina Picasso, la petite-fille de Pablo Picasso. Il a ensuite présenté la sculpture en bronze "Poisson digital", qui symbolise sa protestation contre la numérisation universelle,.
Le professeur adjoint de la Faculté des arts contemporains de Belgrade et conservateur de la galerie FSU, Irina Tomić, a déclaré à propos de l'œuvre de Stojanović: "Les sculptures de Vasilije Stojanović ont été créées à partir d'idées, mais elles n'ont jamais perdu la réalité des rêves."
De son aveu, Novak Djokovic est une grande source d'inspiration pour lui.
Il est le père de deux filles.

## Prix et reconnaissances sélectionnés
- Médaille d'or du public pour la sculpture "Sauveur du monde" à l'exposition internationale Art en miniature (Belgrade, Serbie, 2014)[10]
- Prix pour l'ensemble de l'œuvre du festival Artistes du Monde (Cannes, France, 2015)
- Médaille de bronze pour la sculpture "Femme têtue" (Fernelmont, Belgique, 2016)[11]
- Premier prix pour la sculpture "Irlande" à l'exposition L'Art au Coeur de l'Europe (Illzach, France, 2017)
- Médaille de bronze pour la sculpture "Dinde" à l'exposition Salon National des Artistes Animaliers (Bry-sur-Marne, France, 2017)[12]
- Médaille d'or à l'exposition Salon contemporain Devil'Art-Dennes (Deville, France, 2018)